# Ох і Ах
«Ох і Ах» (рос. Ох и Ах)— мальований мультиплікаційний фільм, який створив у 1975 році режисер Юрій Притков. Оптимист Ах і песиміст Ох на все дивляться з протилежних сторін. У 1977 році відбулося продовження «Ох і Ах йдуть у похід».

## Сюжет
На початку мультфільму півні пробуджують усіх мешканців-вигуків. Ох спостерігає за тим, як Ах збирає колоди, і теж вирішив спробувати, але в результаті чхає і виявляється завалений колодами. Також Ох не впорався з водою, а замість того, щоб зібрати горох, він виявляється обпалений кропивою.
Ах тим часом миє вікна у себе в будинку і робить сонце яскравішим. Маленьку хмаринку Ах стискає у відро, як ганчірку, а велика хмара лякає Аха гавканням собаки, внаслідок чого починається дощ із грозою. Ох, оглухнувши від гуркоту, ховається в хаті. Почувши стогін Оха, всі сусіди виходять із будинків і встають біля вишні.
Коли дощ стих, сусіди вішають парасольки і заходять лікувати буркуна. У його будинку вони наводять лад, а потім стрижуть і зачісують. Наприкінці фільму Ох вилікувався від песимізму.

## Творці
- автор сценарію Людмила Зубкова
- режисер Юрій Прітков
- художник-постановник Тетяна Сазонова
- композитор Євген Птічкін
- оператор Михайло Друян
- звукооператор Борис Фільчиков
- асистенти Галина Андрєєва, Майя Попова, Алла Горьова
- монтажниця Галина Смирнова
- художник Дмитро Анпілов
- художники-мультиплікатори: Анатолій Абаренов, Федір Єлдінов, Віолетта Колесникова, Олексій Букін, Олександр Мазаєв, Рената Міренкова, Володимир Арбеков
- текст читає В'ячеслав Невинний
- редактор Наталія Абрамова
- директор картини Любов Бутиріна